# سهام رقیق‌شونده
سهام رقیق شونده که با نام ارزش رقیق شونده و تضعیف سهام هم شناخته می‌شود کاهش درصد سهام مالکان در اثر ارزش گذاری جدید یک شرکت است.
سهام جدید تعداد سهام منتشره افزایش می‌دهد که تأثیر رقیق شوندگی روی درصد مالکیت سهام‌داران موجود خواهد گذاشت.
این افزایش در تعداد سهام منتشره می‌تواند در اثر سرمایه‌گذاری خارجی، عرضه عمومی سهام، اوراق قرضه، افزایش سرمایه داخلی یا سهام تشویقی به کارکنان رخ دهد.
رقیق شدن می‌تواند در مواضع سهام مانند مالکیت درصد رای‌گیری، کنترل سود هر سهم، و ارزش‌های سهام فردی تغییری اساسی ایجاد کند.
تضعیف سهام (یا dilution) به معنای کاهش درصد مالکیت سهام‌داران موجود در یک شرکت است. این اتفاق زمانی رخ می‌دهد که شرکت سهام‌های جدیدی منتشر می‌کند. به عنوان مثال، ممکن است شرکت برای جذب سرمایه، سهام جدید منتشر کند یا سهام‌های قابل تبدیل را به سهام عادی تبدیل کند. در نتیجه، تعداد سهام‌های موجود افزایش یافته و سهم هر سهام‌دار فعلی نسبت به کل سهام شرکت کاهش می‌یابد.

## مفهوم تضعیف سهام
برای توضیح مفهوم تضعیف سهام (Stock Dilution) با یک مثال ساده شروع می‌کنم:
فرض کنید یک شرکت ۱۰۰ سهم دارد و شما ۱۰ سهم از آن را در اختیار دارید. این یعنی شما مالک ۱۰ درصد از شرکت هستید.
حالا فرض کنید شرکت تصمیم می‌گیرد ۱۰۰ سهم جدید منتشر کند تا سرمایه بیشتری جذب کند. با این کار، تعداد کل سهام‌های شرکت به ۲۰۰ سهم می‌رسد. اگر شما سهام جدید نخرید، هنوز همان ۱۰ سهم را در اختیار دارید، اما حالا مالکیت شما به جای ۱۰ درصد به ۵ درصد کاهش پیدا می‌کند، زیرا تعداد کل سهام‌ها دو برابر شده است.
این کاهش در مالکیت شما به عنوان تضعیف سهم شناخته می‌شود.
اگر چه ممکن است درصد مالکیت شما کمتر شود، اما اگر شرکت از سرمایه‌گذاری‌های جدید خود سودآوری بیشتری به دست آورد، قیمت سهام افزایش پیدا می‌کند و شما همچنان از افزایش ارزش کلی شرکت سود می‌برید.

## محدودیت‌ها
محدودیت‌هایی برای انتشار سهام جدید و تضعیف سهام وجود دارد که توسط قوانین و سیاست‌های شرکت و همچنین نهادهای نظارتی تعیین می‌شود. برخی از این محدودیت‌ها عبارتند از:
- تصویب سهام‌داران: در بسیاری از موارد، انتشار سهام جدید نیاز به تأیید سهام‌داران دارد. شرکت نمی‌تواند بدون اطلاع و رضایت سهام‌داران اقدام به صدور سهام جدید کند.
- توافقات با سهام‌داران عمده: برخی از سهام‌داران عمده ممکن است توافقاتی با شرکت داشته باشند که طبق آن، شرکت مجاز به صدور تعداد مشخصی از سهام باشد یا باید قبل از هر اقدام مشابه، با آنها مشورت کند.
- محدودیت‌های قانونی: برخی قوانین و مقررات بورس‌ها و نهادهای نظارتی (مانند کمیسیون بورس و اوراق بهادار در آمریکا) وجود دارند که شرکت‌ها را ملزم به رعایت شفافیت و الزامات مشخصی برای صدور سهام جدید می‌کنند.
- کاهش ارزش سهام: اگر یک شرکت بیش از حد سهام جدید صادر کند، ممکن است قیمت هر سهم در بازار کاهش یابد؛ بنابراین، شرکت‌ها معمولاً مراقب هستند که تضعیف بیش از حد سهام منجر به افت شدید قیمت سهام نشود که برای سهام‌داران موجود زیان‌آور باشد.
- حق تقدم خرید سهام جدید: در برخی از کشورها یا شرکت‌ها، وقتی سهام جدید منتشر می‌شود، سهام‌داران فعلی حق تقدم دارند که قبل از دیگران سهام جدید را خریداری کنند تا درصد مالکیتشان تضعیف نشود.

در کل، شرکت‌ها معمولاً سعی می‌کنند توازن بین جذب سرمایه جدید و حفظ منافع سهام‌داران فعلی را رعایت کنند تا ارزش سهام‌های موجود به شدت کاهش نیابد.

## راهکارهای حفظ ارزش سهام
یک سری راهکار برای حفظ ارزش سهام در برابر تضعیف شدن وجود دارد. از جمله اینکه دو نوع سهام عمومی و سهام تضعیف ناپذیر منتشر شود. این کار می‌تواند به طرق مختلف انجام شود. به‌طور مثال، مارک زاکربرگ، بنیان‌گذار و مدیرعامل شرکت متا (فیس‌بوک سابق)، دارای تعداد قابل توجهی از سهام متا است. اما نکته مهم اینجاست که او به نوع خاصی از سهام دسترسی دارد که قدرت و نفوذ بالاتری نسبت به سهام عادی در شرکت به او می‌دهد.
در شرکت متا دو نوع سهام وجود دارد:
- سهام کلاس A: این سهام‌ها همان سهام عادی هستند که اکثر سرمایه‌گذاران در بازار می‌توانند خرید و فروش کنند.
- سهام کلاس B: این نوع سهام قدرت رای‌دهی بسیار بیشتری دارد (۱۰ برابر بیشتر از سهام کلاس A). مارک زاکربرگ بیشتر مالک این نوع سهام است. این به او اجازه می‌دهد که حتی اگر تعداد سهام‌هایش کمتر از ۵۰ درصد کل سهام باشد، همچنان کنترل اکثریت در تصمیم‌گیری‌های کلان شرکت را در دست داشته باشد.

بنابراین، زاکربرگ به دلیل داشتن سهام کلاس B نیازی به خرید مداوم سهام جدید ندارد تا کنترل خود را حفظ کند. حتی اگر شرکت سهام جدید صادر کند، تأثیر زیادی بر قدرت رای‌دهی و کنترل او نخواهد داشت. این ساختار به او اجازه می‌دهد که بدون نیاز به مالکیت اکثریت فیزیکی سهام، همچنان کنترل اکثریت بر شرکت داشته باشد.
به همین دلیل، بسیاری از بنیان‌گذاران شرکت‌های بزرگ از این نوع ساختار سهامی استفاده می‌کنند تا کنترل شرکت خود را حتی پس از انتشار سهام جدید یا ورود سرمایه‌گذاران خارجی حفظ کنند.
سهام کلاس B در شرکت متا (فیس‌بوک) عمدتاً در اختیار مارک زاکربرگ و دیگر بنیان‌گذاران و افراد کلیدی شرکت قرار دارد. این نوع سهام برای حفظ کنترل مدیریتی شرکت توسط بنیان‌گذاران و مدیران ارشد طراحی شده است. به دلیل قدرت رای‌دهی ۱۰ برابری نسبت به سهام عادی (کلاس A)، دارندگان سهام کلاس B می‌توانند با داشتن درصد کمتری از کل سهام، همچنان نفوذ بالایی در تصمیمات مدیریتی شرکت داشته باشند.
به‌طور خاص، در مورد این مثال، زاکربرگ، به‌عنوان بنیان‌گذار و مدیرعامل، بیشترین تعداد سهام کلاس B را در اختیار دارد. این سهام به او اجازه می‌دهد که اکثریت آرا در تصمیم‌گیری‌های مدیریتی شرکت را داشته باشد. زاکربرگ با داشتن سهام کلاس B کنترل عمده‌ای بر شرکت دارد، حتی اگر تعداد سهامش کمتر از نیمی از کل سهام شرکت باشد. افراد دیگری که در ابتدای تأسیس فیس‌بوک (متا) نقش داشتند و سهام کلاس B دریافت کردند، شامل اعضای تیم بنیان‌گذار یا سرمایه‌گذاران اولیه هستند. با این حال، در طول زمان برخی از این افراد ممکن است سهام خود را فروخته باشند یا به سهام کلاس A تبدیل کرده باشند. گاهی برخی از مدیران ارشد شرکت یا شرکای استراتژیک، که نقش کلیدی در رشد و توسعه شرکت دارند، نیز ممکن است به سهام کلاس B دسترسی داشته باشند. نکته مهم این است که سهام کلاس B قابل خریداری یا معامله در بازار عمومی نیست. این سهام معمولاً به افراد خاصی داده می‌شود که نقش حیاتی در مدیریت و جهت‌دهی شرکت دارند. اگر دارنده سهام کلاس B تصمیم به فروش سهام خود بگیرد، معمولاً به سهام کلاس A تبدیل می‌شود، تا کنترل رای‌دهی به دست دیگران نیفتد.
بیل گیتس، بنیان‌گذار مایکروسافت، نیز در زمان تأسیس و رشد شرکت دارای سهم عمده‌ای از سهام مایکروسافت بود. اما وضعیت او با مارک زاکربرگ و شرکت متا تفاوت‌هایی دارد، به‌ویژه در ساختار سهام و کنترل مدیریتی. در مایکروسافت، برخلاف متا، دو نوع سهام کلاس A و B وجود نداشت. گیتس سهام عادی شرکت را در اختیار داشت، اما با گذشت زمان و رشد مایکروسافت، او به تدریج بسیاری از سهام خود را فروخت. در نتیجه بیل گیتس در گذشته درصد بالایی از سهام مایکروسافت را در اختیار داشت و تا مدت‌ها کنترل قابل توجهی بر شرکت داشت. اما در طول سال‌ها، او بخش عمده‌ای از سهام خود را به دلایل مختلف، از جمله فعالیت‌های خیریه و سرمایه‌گذاری در پروژه‌های دیگر، فروخت. گیتس از زمان کناره‌گیری از نقش‌های اجرایی در مایکروسافت، به تدریج سهام خود را کاهش داد. او هر سال درصدی از سهام مایکروسافت را فروخت و در سال ۲۰۲۰ اعلام کرد که دیگر به‌طور فعال در مدیریت شرکت نقش نخواهد داشت و به فعالیت‌های خیریه تمرکز خواهد کرد. بخش عمده‌ای از سهام فروخته‌شده گیتس به بنیاد بیل و ملیندا گیتس اختصاص داده شد، که یکی از بزرگ‌ترین سازمان‌های خیریه در جهان است. این بنیاد در حوزه‌های بهداشت، آموزش، و کاهش فقر در سطح جهانی فعالیت می‌کند. در نتیجه، برخلاف مارک زاکربرگ که همچنان کنترل عمده‌ای بر متا دارد، بیل گیتس به‌تدریج از مدیریت و مالکیت مایکروسافت فاصله گرفته است. اگرچه او همچنان درصد کوچکی از سهام مایکروسافت را در اختیار دارد، اما دیگر نقش فعالی در تصمیم‌گیری‌های کلان شرکت ندارد و کنترل شرکت در اختیار مدیران اجرایی و هیئت مدیره است.

## کنترل رقیق شوندگی
کنترل رقیق شوندگی کاهش درصد مالکیت یا از دست دادن کنترل سهام سرمایه‌گذاری را شرح می‌دهد. تعدادی از سرمایه‌گذارهای خطر پذیر از ضدرقیق‌شوندگی برای جلب نظر سرمایه گذاران استفاده می‌کند تا از سهام سرمایه گذاران محافظت کند.